# Big Head Todd and the Monsters
I Big Head Todd and the Monsters sono un gruppo rock statunitense, originario del Colorado e formatosi nel 1986.
Tra i brani più conosciuti della band vi sono Broken Hearted Savior (1993), Resignation Superman (1997) e Boom Boom (1998).

## Formazione
- Todd Park Mohr – voce, chitarra, tastiere, sassofono, armonica
- Brian Nevin – batteria, percussioni, voce
- Rob Squires – basso, voce
- Jeremy Lawton – tastiere, pedal steel guitar, voce

## Discografia

### Album studio
- 1989 – Another Mayberry
- 1990 – Midnight Radio
- 1993 – Sister Sweetly
- 1994 – Strategem
- 1997 – Beautiful World
- 2002 – Riviera
- 2004 – Crimes of Passion
- 2007 – All the Love You Need
- 2010 – Rocksteady
- 2011 – 100 Years of Robert Johnson
- 2014 – Black Beehive
- 2016 – Way Down Inside: Songs of Willie Dixon
- 2017 – New World Arisin'
- 2024 – Her Way Out

### Album live
- 1998 – Live Monsters
- 2004 – Live at the Fillmore
- 2009 – Red Rocks
- 2015 – Live at Red Rocks
- 2020 – Live at the Belly Up
- 2020 – We're Gonna Play It Anyway – Red Rocks 2020